# فاسی/وردون
فاسی/وردون (به انگلیسی: Fosse/Verdon) مینی‌سریال زندگی‌نامه‌ای با بازی سم راکول در نقش کارگردان و رقص‌پرداز باب فاسی و میشل ویلیامز در نقش بازیگر و رقصنده گوئن وردون است. این مجموعه مصائب شخصی و حرفه‌ای این زوج را بر اساس زندگینامه فاسی اثر سم واسون به‌تصویر درآورده است. این مجموعه در ۹ آوریل ۲۰۱۹ در هشت قسمت از شبکه اف‌ایکس پخش شد.
در هفتاد و یکمین جوایز امی ساعات پربیننده، این سریال نامزد دریافت شانزده جایزه و در هفتاد و هفتمین مراسم گلدن گلوب نامزد دریافت سه جایزه شد.

## داستان
این سریال، نگاهی به زندگی شخصی و حرفه‌ای کارگردان و طراح رقص تأثیرگذار، باب فاسی و گوئن وردن، یکی از بزرگترین رقصندههای برداوی، دارد. گوئن همسر سوم باب بوده‌است.

## بازیگران
- سم راکول در نقش باب فاسی
- جاستین گازیلو در نقش جوانی باب فاسی
- میشل ویلیامز در نقش گوئن وردن
- کلی برگلند در نقش جوانی گوئن وردن
- نوربرت لئو بوتس در نقش پدی چایفسکی، نمایشنامه‌نویس و دوست باب.
- مارگارت کوالی در نقش آن رینکینگ، بازیگر و رقصنده
- آیا کش در نقش جوان سیمون، همسر اول نیل
- ایوان هندلر در نقش هال پرینس، کارگردان
- نیت کوردری در نقش نیل سایمون، نمایشنامه‌نویس و دوست باب
- سوزان میسنر در نقش جوآن مک کراکن، همسر دوم باب
- جیک لیسی در نقش ران، عاشق گوئن

## جوایز

### جوایز امی
| جایزه     | دسته‌بندی                                                     | گیرنده                         | نتیجه    |
| --------- | ------------------------------------------------------------ | ------------------------------ | -------- |
| جایزه امی | بهترین بازیگر نقش اول مرد در مجموعه تلویزیونی درام           | سم راکول                       | نامزدشده |
| جایزه امی | بهترین بازیگر زن در مجموعه تلویزیونی کوتاه یا فیلم تلویزیونی | میشل ویلیامز                   | پیروز    |
| جایزه امی | بهترین بازیگر مکمل زن در مجموعه تلویزیونی                    | مارگارت کوالی                  | نامزدشده |
| جایزه امی | بهترین کارگردانی                                             | توماس کیل                      | نامزدشده |
| جایزه امی | بهترین کارگردانی                                             | جسیکا یو                       | نامزدشده |
| جایزه امی | بهترین نویسنده                                               | جول فیلدز                      | نامزدشده |
| جایزه امی | بازیگر برجسته نقش کوتاه                                      | تیفانی لیتل کنفیلد             | نامزدشده |
| جایزه امی | بهترین طراحی لباس                                            | جوزف لاکورت                    | نامزدشده |
| جایزه امی | بهترین مدل مو                                                | کریستوفر فولتون                | پیروز    |
| جایزه امی | بهترین گریم                                                  | دبی زولر، بلر ایکاک، دیو پرستو | پیروز    |
| جایزه امی | بهترین میکاپ                                                 | دبی زولر، یوچی آرت، دیو پرستو  | نامزدشده |
| جایزه امی | بهترین کارگردانی موسیقی                                      | الکس لاکوموار                  | پیروز    |
| جایزه امی | نظارت برجسته موسیقی                                          | استیون گیزکی                   | نامزدشده |
| جایزه امی | ویرایش برجسته                                                | تیم استریتو                    | نامزدشده |
| جایزه امی | طراحی برجسته                                                 | لیدیا مارکس                    | نامزدشده |
| جایزه امی | صداگذاری برجسته                                              | تونی ولانته                    | نامزدشده |

### جوایز گلدن گلوب
| جایزه           | دسته‌بندی                                                | گیرنده       | نتیجه    |
| --------------- | ------------------------------------------------------- | ------------ | -------- |
| جایزه گلدن گلوب | بهترین سریال یا فیلم تلویزیون                           | فاسی/وردون   | نامزدشده |
| جایزه گلدن گلوب | بهترین بازیگر نقش زن برای سریال کوتاه یا فیلم تلویزیونی | سم راکول     | نامزدشده |
| جایزه گلدن گلوب | بهترین بازیگر نقش زن برای سریال کوتاه یا فیلم تلویزیونی | میشل ویلیامز | پیروز    |

### جوایز گزینش منتقدان تلویزیون
| جایزه                    | دسته‌بندی                  | گیرنده        | نتیجه    |
| ------------------------ | ------------------------- | ------------- | -------- |
| جوایز گزینش منتقدان فیلم | بهترین سریال              | فاسی/وردون    | نامزدشده |
| جوایز گزینش منتقدان فیلم | بهترین بازیگر نقش اول مرد | سم راکول      | نامزدشده |
| جوایز گزینش منتقدان فیلم | بهترین بازیگر نقش اول زن  | میشل ویلیامز  | پیروز    |
| جوایز گزینش منتقدان فیلم | بهترین بازیگر نقش مکمل زن | مارگارت کوالی | نامزدشده |

### جوایز ستلایت
| جایزه        | دسته‌بندی                  | گیرنده       | نتیجه    |
| ------------ | ------------------------- | ------------ | -------- |
| جایزه ستلایت | بهترین مینی‌سریال          | فاسی/وردون   | نامزدشده |
| جایزه ستلایت | بهترین بازیگر نقش اول مرد | سم راکول     | نامزدشده |
| جایزه ستلایت | بهترین بازیگر نقش اول زن  | میشل ویلیامز | پیروز    |

### جوایز انجمن بازیگران
| جایزه                | دسته‌بندی                                                | گیرنده       | نتیجه |
| -------------------- | ------------------------------------------------------- | ------------ | ----- |
| جایزه انجمن بازیگران | بهترین بازیگر مرد                                       | سم راکول     | پیروز |
| جایزه انجمن بازیگران | بهترین بازیگر نقش زن برای سریال کوتاه یا فیلم تلویزیونی | میشل ویلیامز | پیروز |